# Reinhard Scheer
Reinhard Scheer (Obernkirchen, 30 september 1863 - Marktredwitz, 26 november 1928) was een luitenant-admiraal (Duits:Admiral) van de Kaiserliche Marine. Hij voerde het bevel over de Hochseeflotte tijdens de Zeeslag bij Jutland, een van de grootste zeeslagen in de geschiedenis.
Hij trad in dienst bij de Kaiserliche Marine in 1879. Hij werd Kapitän zur See (kapitein ter zee) in 1905 en Konteradmiral (schout-bij-nacht) in 1910. Scheer stond bekend om zijn discipline, in de marine was hij bekend als "De man met het IJzeren Masker", door zijn streng voorkomen.
In januari 1916 werd hij benoemd tot bevelhebber van de Hochseeflotte, waarvan hij het bevel voerde tijdens de Zeeslag bij Jutland (31 mei 1916). Alhoewel hij de Britse Royal Navy niet versloeg, kon hij de vernietiging van de Duitse vloot door de numeriek sterkere Royal Navy vermijden, en de Britten verliezen toebrengen. Hem werd een ridderschap aangeboden voor zijn prestaties bij Jutland door Wilhelm II, maar hij weigerde het aanbod (in tegenstelling tot zijn ondergeschikte Franz Ritter Von Hipper, die tot ridder geslagen werd door Lodewijk III van Beieren). Na de slag bij Jutland dacht Scheer niet langer dat de Royal Navy verslagen kon worden door de Hochseeflotte, en werd voorstander van de onderzeebootoorlog tegen het Verenigd Koninkrijk.
Hij ging met pensioen in 1918 na de revoluties in Duitsland. Later publiceerde hij zijn memoires Deutschlands Hochseeflotte im Weltkrieg – Persönliche Erinnerungen von Admiral Scheer. Net nadat hij een uitnodiging van zijn oude tegenstander in het Skagerrak John Jellicoe had aangenomen om hem in Engeland te bezoeken, stierf hij in 1928 in Marktredwitz, en is begraven in Weimar. Op zijn grafsteen staan enkel zijn geboorte- en sterfdatum, en het woord "Skagerrak", een verwijzing naar de Zeeslag bij Jutland.

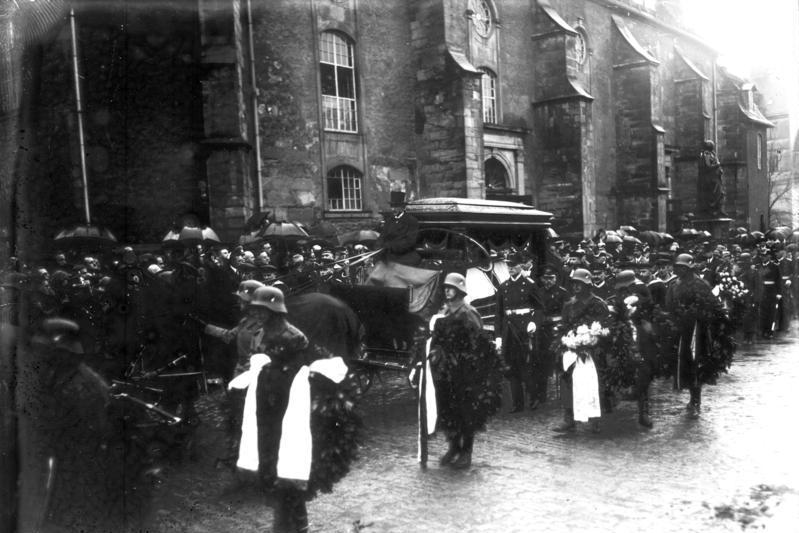
Uitvaart van Admiraal Reinhard Scheer.

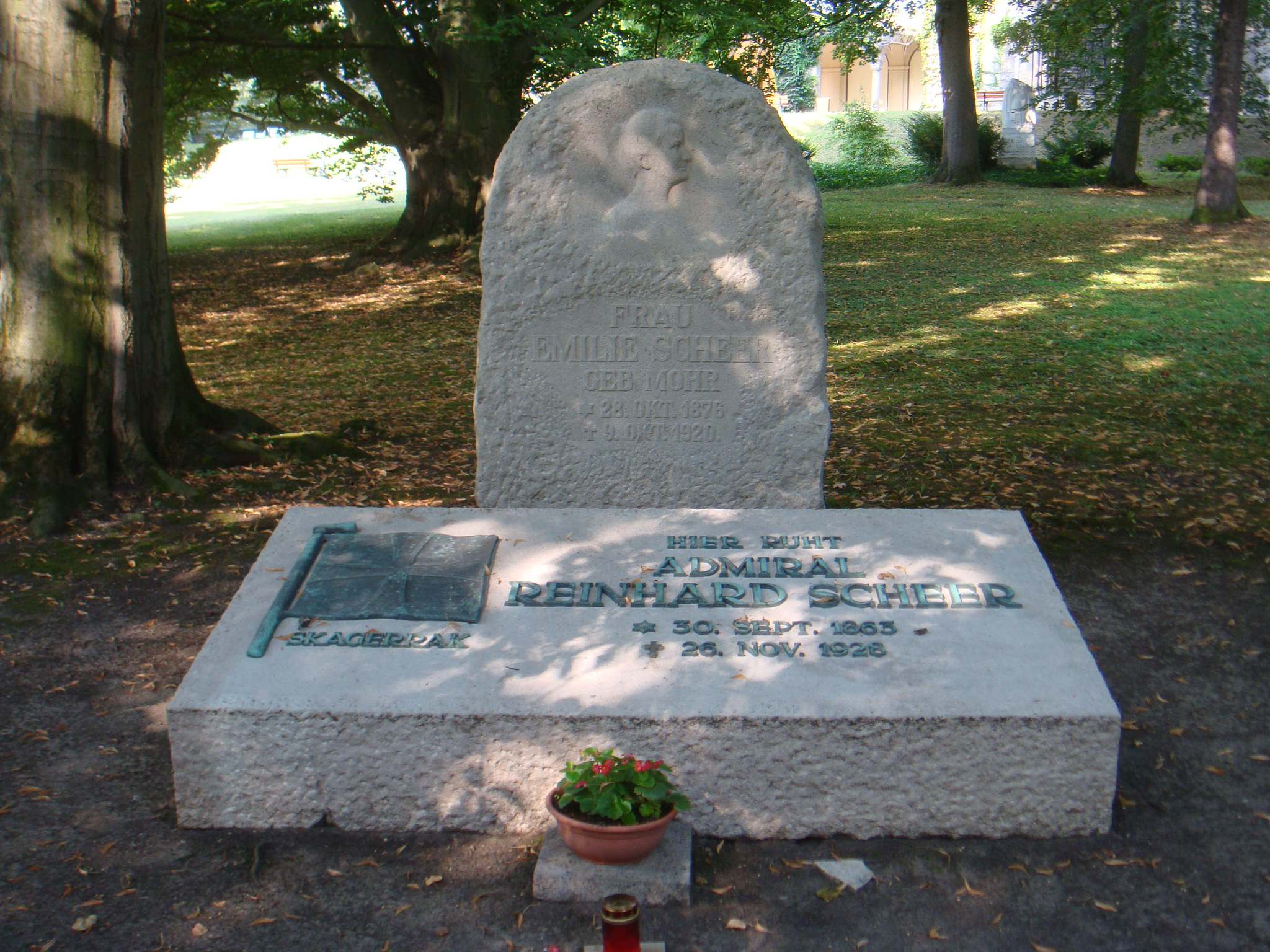
Grafsteen van Reinhrad Scheer in Weimar

De zware kruiser Admiral Scheer werd naar hem vernoemd. Hij was Grootkruis met de Zwaarden in de Huisorde en Orde van Verdienste van Hertog Peter Friedrich Ludwig en droeg de Militaire Orde van Sint-Hendrik.

## Militaire loopbaan
- Kadett: april 1879
- Seekadett: juni 1880
- Leutnant-zur-See: november 1882
- Oberleutnant-zur-See: december 1885
- Kapitänleutnant: april 1893
- Korvettenkapitän: april 1900
- Fregattenkapitän: januari 1904
- Kapitän-zur-See: maart 1905
- Konteradmiral: januari 1910
- Vizeadmiral: december 1913
- Admiral: juni 1916

## Decoraties
- - Pour le Mérite op 5 juni 1916[2]
  - Eikenloof op 1 februari 1918[2]
- Ridderkruis in de Huisorde van Hohenzollern
- Onderscheiding voor Trouwe Dienst (Pruisen)
- IJzeren Kruis 1914, 1e en 2e Klasse
- Grootkruis in de Orde van de Rode Adelaar
- Grootkruis in de Kroonorde (Pruisen) met Zwaarden
- Grootkruis in de Huisorde van Albrecht de Beer
- Grootkruis in de Militaire Max Joseph-Orde op 6 Juni 1916
- Grootkruis in de Orde van Militaire Verdienste (Beieren)
- Medaille van de Orde van Sint-Hendrik op 23 Juni 1916
- Grootkruis in de Albrechtsorde
- Grootkruis in de Orde van de Griffioen
- Ere-Grootkruis in de Huisorde en Orde van Verdienste van Hertog Peter Friedrich Ludwig
- Commandeur in de Orde van de Rijzende Zon
- Grootofficieren in de Orde van Sint-Mauritius en Sint-Lazarus
- Ridder der Derde Klasse in de Orde van de IJzeren Kroon (Oostenrijk)
- Grootkruis in de Frans Jozef-orde
- Orde van Sint-Stanislaus, der Tweede Klasse